# Sociedad de Fomento Fabril
La Sociedad de Fomento Fabril (Sofofa o SFF) es la asociación gremial de las empresas, gremios del sector industrial chileno. Fue fundada en 1883, bajo la presidencia del liberal Domingo Santa María, como una necesidad de representar los intereses de los empresarios industriales frente a los agrícolas agrupados en la Sociedad Nacional de Agricultura, fundada en 1838. Es una de las organizaciones participantes de la creación de la Confederación de la Producción y del Comercio (CPC) en 1935.
El gremio agrupa a 22 asociaciones empresariales de todas las regiones del país y a más de 160 empresas socias, dentro de las cuales se encuentra, por ejemplo, más de la mitad de las empresas que conforman el índice bursátil más importante del país. También agrupa a 49 gremios sectoriales, los que representan a los principales sectores de la economía chilena como son los proveedores de la minería, la industria forestal, celulosa y papeles, la agroindustria, la salmonicultura, la pesca, la infraestructura y logística, la energía, el vino, el retail, las tecnologías de la información, la telefonía, los alimentos y bebidas, el pan, la industria del capital de riesgo, entre muchos otros. sus gremios asociados representan a más de 4000 empresas de distintos tamaños y sectores.

## Presidentes de la SOFOFA
Han sido presidentes de la Sociedad:

### sigloXIXyXX
- Agustín Edwards Ross (1883-1884)
- Vicente Pérez Rosales (1884-1885)
- Ramón Barros Luco (1885-1888)
- Domingo Matte Pérez (1888-1895)
- Benjamín Dávila Larraín (1895-1898)
- Hermógenes Pérez de Arce (1898-1902)
- Enrique Budge Prats (1902-1908)
- Enrique Lanz (1908-1912)
- Ascanio Bascuñán Santa María (1912-1917)
- Eliodoro Yáñez Ponce (1917-1925)
- Guillermo Subercaseaux Pérez (1925-1930)
- Camilo Carrasco Bascuñán (1930-1934)[nota 1]
- Walter Muller Hess (1934-1955)
- Domingo Arteaga Infante (1955-1959)[nota 2]
- Eugenio Heiremans Despouy (1959-1962)
- Julio del Río Bretignere (1962-1964)
- Fernando Smits Schleyer (1964-1966)
- Eugenio Heiremans Despouy (1966-1969)
- Pedro Menéndez Prendez (1969-1971)
- Pedro Lira Vergara (1971)
- Orlando Sáenz Rojas (1971-1974)
- Raúl Sahli Natermann (1974-1975)
- Domingo Arteaga Garcés (1975-1978)[nota 3]
- Hernán Daroch Luci (1978-1981)
- Bruno Casanova Arancibia (1981-1982)
- Ernesto Ayala Oliva (1982-1987)
- Fernando Agüero Garcés (1987-1991)
- Hernán Briones Gorostiaga (1991-1993)
- Pedro Lizana Greve (1993-1997)
- Felipe Lamarca Claro (1997-2001)

### sigloXXI
- Juan Claro González (2001-2005)[nota 4]
- Bruno Philippi Irarrázabal (2005-2009)
- Andrés Concha Rodríguez (2009-2013)
- Hermann von Mühlenbrock Soto (2013-2017)
- Bernardo Larraín Matte (2017-2021)
- Richard von Appen (2021-2023)
- Rosario Navarro Betteley (2023-)[4]